# Bopyrissa wolffi
Bopyrissa wolffi là một loài chân đều trong họ Bopyridae. Loài này được Markham miêu tả khoa học năm 1978.